# Коланя
Кола̀ня (на италиански: Collagna, на местен диалект Culâgna, Куланя) е село в северна Италия, община Вентасо, провинция Реджо Емилия, регион Емилия-Романя. Разположено е на 830 m надморска височина.